# Sam Ngam (huyện)
Sam Ngam (tiếng Thái: สามง่าม) là một huyện (amphoe) ở tây bắc thuộc tỉnh Phichit, phía bắc Thái Lan.

## Lịch sử
Ban đầu, Sam Ngam là một tambon của huyện Tha Luang. Ngày 1 tháng 3 năm 1939 chính phủ đã tách tambon Sam Ngam, Rang Nok, Wang Chik, Phai Rop, Ban Na, Noen Po từ huyện Mueang Phichit, Kamphaeng Din và Hat Kruat từ huyện Bang Krathum, tỉnh Phitsanulok để lập huyện mới Sam Ngam. Năm 1943 tambon Wang Chik và Phai Rop được chuyển sang huyện Pho Prathap Chang.

## Địa lý
Các huyện giáp ranh (từ phía đông theo chiều kim đồng hồ): Mueang Phichit, Pho Prathap Chang thuộc tỉnh Phichit, Bueng Samakkhi, Sai Thong Watthana, Sai Ngam thuộc tỉnh Kamphaeng Phet, Wachirabarami thuộc tỉnh Phichit, Bang Rakam và Bang Krathum thuộc tỉnh Phitsanulok.

## Hành chính
Huyện này được chia thành 5 phó huyện (tambon), các đơn vị này lại được chia ra thành 79 làng (muban). Có hai thị trấn (thesaban tambon) - Sam Ngam và Kamphaeng Din mỗi đơn vị nằm trên tambon cùng tên. Có 5 tổ chức hành chính tambon.
| STT | Tên           | Tên tiếng Thái | Số làng | Dân số |  |
| --- | ------------- | -------------- | ------- | ------ |  |
| 1.  | Sam Ngam      | สามง่าม         | 16      | 9.807  |  |
| 2.  | Kamphaeng Din | กำแพงดิน        | 12      | 5.935  |  |
| 3.  | Rang Nok      | รังนก           | 12      | 6.522  |  |
| 6.  | Noen Po       | เนินปอ          | 20      | 9.246  |  |
| 7.  | Nong Sano     | หนองโสน        | 19      | 12.590 |  |

Các con số mất là các đơn vị nay tạo thành huyện Wachirabarami.